# Czechoslovakia 1968
Czechoslovakia 1968 é um filme-documentário em curta-metragem estadunidense de 1969 dirigido e escrito por Denis Sanders e Robert M. Fresco. Venceu o Oscar de melhor documentário de curta-metragem na edição de 1970.